# Militärflugplatz Elefsina
Der Militärflugplatz Elefsina ist ein Flugplatz der griechischen Luftwaffe und der US-Streitkräften ( ICAO: LGEL). Er liegt nördlich von Elefsina und wurde 1937 errichtet. Die asphaltierte Start- und Landebahn mit einer Ausrichtung von 18/36 ist 2.739 m lang. Der Militärflugplatz liegt auf einer Höhe von 44 m (143 ft) über dem Meeresspiegel. Alternativ nennt man den Flugplatz auch Militärflugplatz Eleusis, in Anlehnung an die altgriechische Schreibweise der Stadt Elefsina.

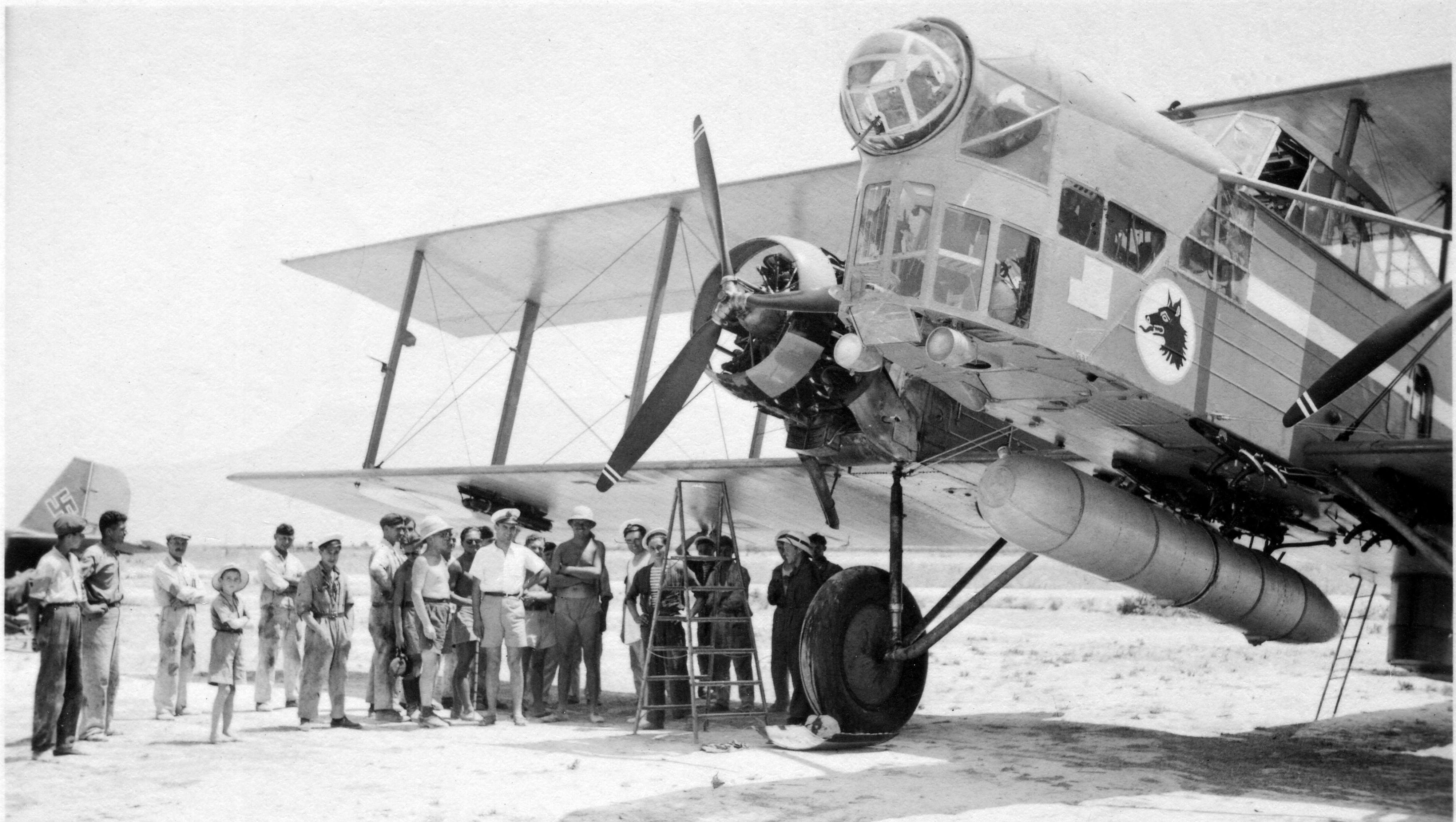
LeO H-257bis der franz. (Vichy) Marineflieger, Elefsis, 20. Juni 1941

## Zwischenfälle
- Am 24. Oktober 1948 wurde eine zum Behelfsbomber umgebaute Douglas DC-3/C-47B der griechischen Luftstreitkräfte (Luftfahrzeugkennzeichen 43-16264) bei einem Startunfall zerstört. Die Maschine geriet von der Startbahn ab, kollidierte mit der Flugplatzumzäunung und zerbrach. Die Bombenladung explodierte nicht, die Besatzung blieb unverletzt.[2]

- Am 8. Dezember 1954 stürzte eine Douglas DC-3/C-47D der griechischen Luftstreitkräfte (49-2639) auf dem Militärflugplatz Elefsis ab und ging in Flammen auf. Auslöser war das Verfangen des Fallschirms im Leitwerk beim Absprung eines Fallschirmjägers, wodurch das Flugzeug unkontrollierbar wurde. Alle 19 Insassen starben, drei Besatzungsmitglieder und sechzehn Fallschirmspringer.[3][4]

## Transportknotenpunkt für amerikanische Unterstützung Israels
Im Zusammenhang mit der amerikanischen Reaktion auf den Krieg in Israel und Gaza 2023 stationierte das US-Militär im Oktober 2023 auf dem Stützpunkt Flugzeuge vom Typ Lockheed C-130. Die Basis soll als Transport- und Kontrollzentrum für die amerikanische Unterstützung Israels in dem Konflikt dienen.